# Augusto Benvenuti

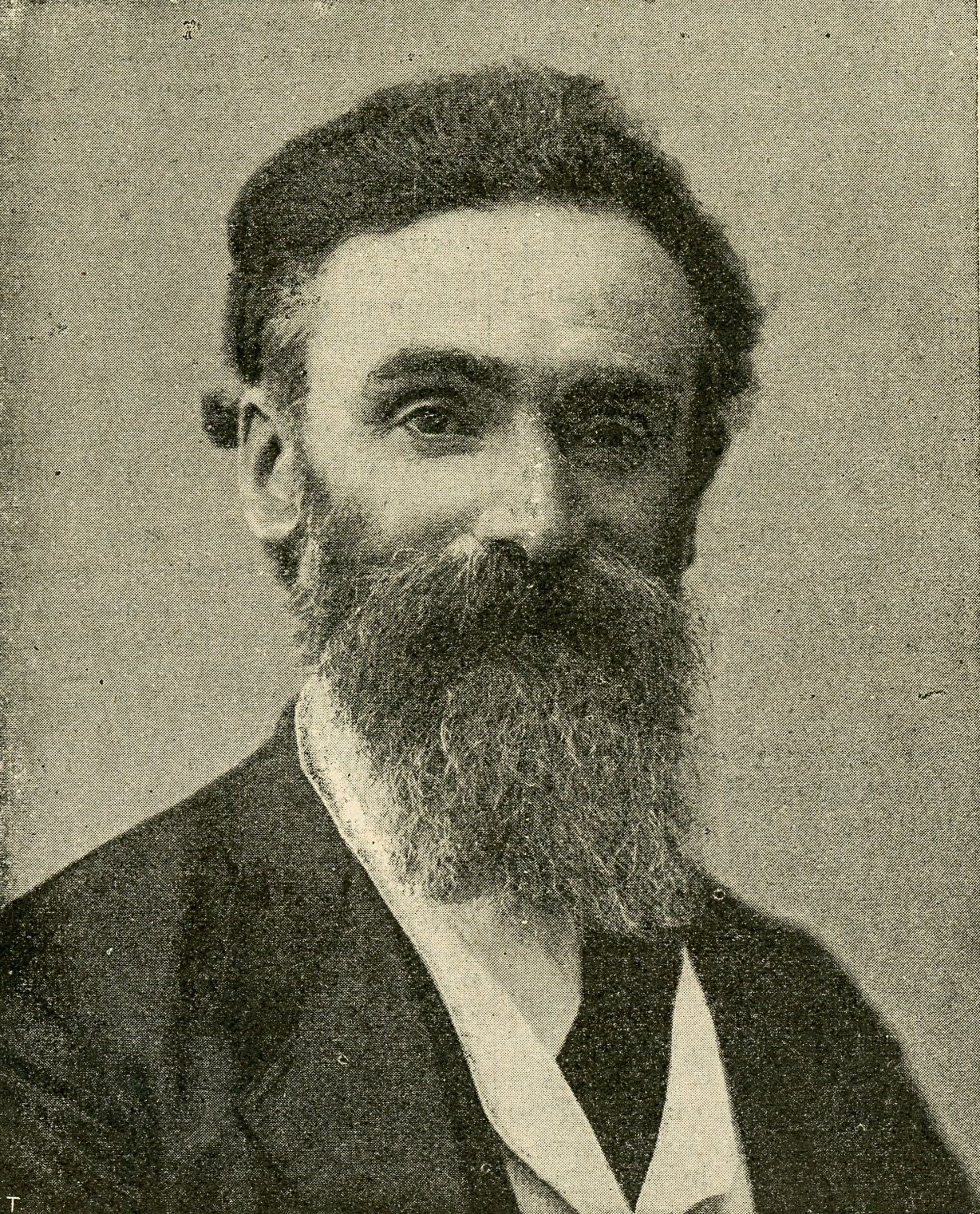
Augusto Benvenuti

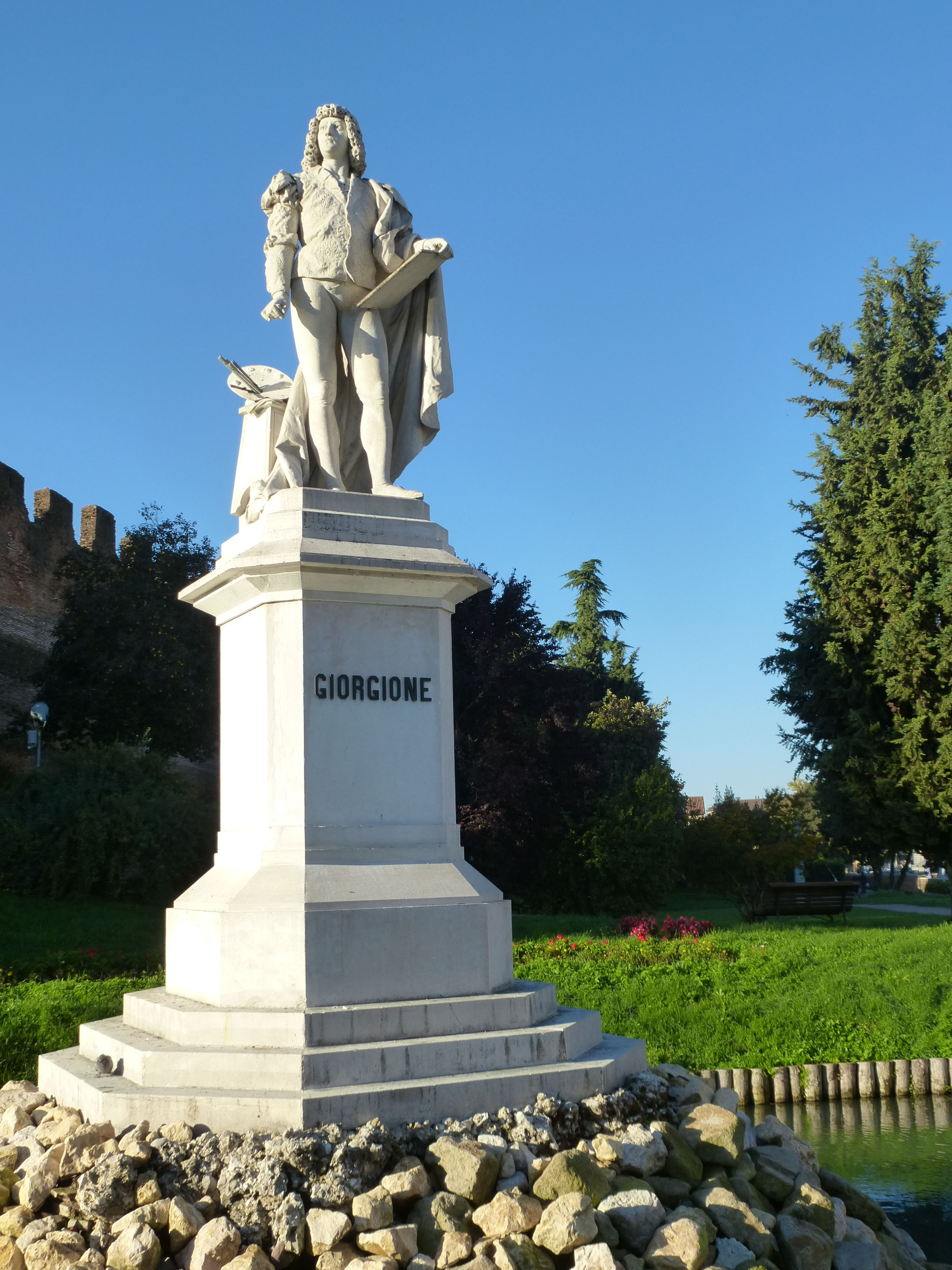
Das Giorgione-Denkmal in Castelfranco Veneto

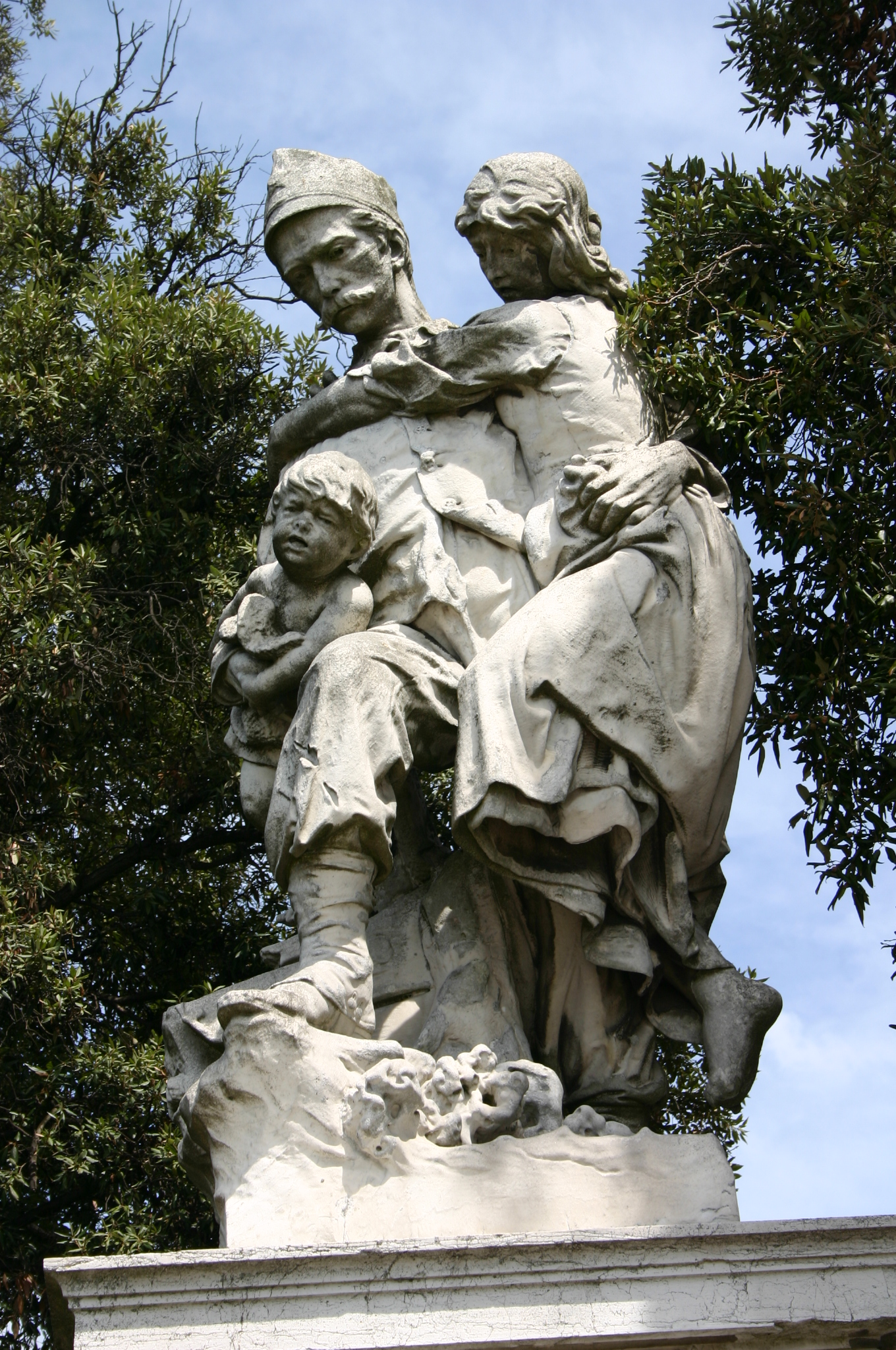
Denkmal zur Erinnerung an die verheerende Überschwemmung des Po im Jahr 1882

Augusto Benvenuti (* 8. Januar 1839 in Venedig; † 7. Februar 1899 ebenda) war ein italienischer Bildhauer.

## Leben
Benvenuti entstammte sehr einfachen Verhältnissen, er bildete sich zunächst autodidaktisch fort. Bei einem Handwerker lernte er zunächst den Umgang mit Holz, konzentrierte sich aber bald auf Marmor und Bronze. Zunächst erhielt er eher private Aufträge, wie etwa 1870, als er in der Nähe von San Fantino in Venedig einen Markuslöwen kreierte.
Als sein bedeutendstes Werk gilt das Giorgione-Monument in Castelfranco Veneto, das er 1878 fertigstellte. Den Höhepunkt seiner öffentlichen Anerkennung erreichte er ab 1881. Für das venezianische Panteon veneto im Palazzo Loredan schuf er 1881 die Büste des Entdeckers Nordamerikas Giovanni Caboto. Dort erfolgten weitere Aufträge, nämlich zur Erinnerung an Giambattista Tiepolo (1884), dann folgte die Büste des Paolo Veronese (1888). Schließlich schuf er die Büste des Samuele Romanin (1896), der einer der bedeutendsten Geschichtsschreiber Venedigs gewesen war.
Nach Richard Wagners Tod im Februar 1883 erhielt Benvenuti den Auftrag, dessen Totenmaske herzustellen. Am 15. August 1885 wurde eines seiner Werke, ein Denkmal für die italienische Armee, das sich seither an der venezianischen Riva degli Schiavoni befindet, eingeweiht. Eine Mutter mit Kind, die von einem Soldaten gerettet werden, sollte an den Einsatz der Soldaten während der schweren Überschwemmungen erinnern, die im Herbst 1882 das Gebiet des Po getroffen hatten. 
1887 schuf Benvenuti zu Ehren des 1882 gestorbenen Giuseppe Garibaldi ein Denkmal, ebenso wie noch im selben Jahr in Vicenza ein Denkmal für König Viktor Emanuel II. Auch schuf er die Statuen, die das Giebelfeld des Theaters von Fiume schmücken, des heutigen Rijeka. 
Trotz seiner Erfolge – seine Arbeiten wurden in der 1865 eröffneten Ausstellung im Palazzo Mocenigo in San Benedetto in Venedig ausgestellt, er nahm an der Ausstellung in den neuen Räumlichkeiten der Galerie für Moderne Kunst in Venedig, der Ca’ Pesaro, teil, er stellte in London und Turin aus, seine Statue der Berta (Berta che fila) wurde 1888 in Wien ausgestellt – starb Benvenuti weitgehend verarmt.